# Sabatia stellaris
Sabatia stellaris là một loài thực vật có hoa trong họ Long đởm. Loài này được Pursh miêu tả khoa học đầu tiên năm 1814.